# Baibu
Baibu är en köping i Kina. Den ligger i provinsen Zhejiang, i den östra delen av landet, omkring 67 kilometer nordost om provinshuvudstaden Hangzhou. Antalet invånare är 35 433. Befolkningen består av 17 608 kvinnor och 17 825 män. Barn under 15 år utgör 13,0 %, vuxna 15-64 år 75 %, och äldre över 65 år 11,0 %.
Runt Baibu är det tätbefolkat, med 591 invånare per kvadratkilometer. Närmaste större samhälle är Wangdian, 10,9 km nordväst om Baibu. Trakten runt Baibu består till största delen av jordbruksmark.
Genomsnittlig årsnederbörd är 1 912 millimeter. Den regnigaste månaden är juni, med i genomsnitt 316 mm nederbörd, och den torraste är november, med 74 mm nederbörd.